# Fejsal Mulić
Fejsal Mulić (Novi Pazar, 1994. október 3. –) szerb labdarúgó, aki jelenleg a Velež Mostar támadója.

## Pályafutása
Szülővárosában, Novi Pazarban kezdte a labdarúgás alapjait elsajátítani a Novi Pazar csapatában. 2012-ben debütált a szerb első osztályban az FK Jagodina ellen. Ez volt az egyetlen tétmérkőzése a csapatban, majd Németországba igazolt. Az 1860 München második csapatának lett a játékosa. A felnőtt csapatban is szerepet kapott. 2014. november 22-én a 88. percben váltotta Rubin Okotiet az 1. FC Union Berlin ellen 4-1-re megnyert bajnoki mérkőzésen. 2016 januárjában a belga Mouscron csapatába igazolt. 2017. július 13-án az izraeli Hapóél Akkó szerződtette, majd megfordult a Hapóél Tel-Aviv és a Bné Jehúdá csapataiban. 2019 nyarán az NŠ Mura játékosa lett. 2020. július 4-én a bosnyák Velež Mostar együttesébe igazolt.

## Statisztika
2015. február 28. szerint.
| Klub                | Szezon             | Bajnokság | Bajnokság | Kupa  | Kupa  | Európa | Európa | Összesen | Összesen |
| Klub                | Szezon             | Mérk.     | Gólok     | Mérk. | Gólok | Mérk.  | Gólok  | Mérk.    | Gólok    |
| ------------------- | ------------------ | --------- | --------- | ----- | ----- | ------ | ------ | -------- | -------- |
| Novi Pazar          | 2011–12            | 1         | 0         | 0     | 0     | —      | —      | 1        | 0        |
| Novi Pazar          | Összesen           | 1         | 0         | 0     | 0     | 0      | 0      | 1        | 0        |
| TSV 1860 München II | 2013–14            | 17        | 1         | 0     | 0     | —      | —      | 17       | 1        |
| TSV 1860 München II | 2014–15            | 18        | 8         | 0     | 0     | —      | —      | 18       | 8        |
| TSV 1860 München II | Összesen           | 35        | 9         | 0     | 0     | 0      | 0      | 35       | 9        |
| TSV 1860 München    | 2014–15            | 6         | 0         | 0     | 0     | —      | —      | 6        | 0        |
| TSV 1860 München    | Összesen           | 6         | 0         | 0     | 0     | 0      | 0      | 6        | 0        |
| Karrierje összesen  | Karrierje összesen | 42        | 9         | 0     | 0     | 0      | 0      | 42       | 9        |